# Forest of Dean (district)
Pour les articles homonymes, voir Forest of Dean.
Forest of Dean est un district non-métropolitain situé dans le comté du Gloucestershire, en Angleterre. Son chef-lieu est Coleford.
Le district est nommé d'après la forêt de Dean, région qui le recouvre.